# Planchonella clemensii
Planchonella clemensii là một loài thực vật có hoa trong họ Hồng xiêm. Loài này được (Lecomte) P.Royen miêu tả khoa học đầu tiên năm 1957.